# بیگ علی
بیگ علی (انگلیسی: Big Ali؛ زادهٔ ۲۵ فوریه ۱۹۷۸) یک موسیقی‌دان اهل ایالات متحده آمریکا است.